# Episodi di Doraemon (serie animata 1979) (ventitreesima stagione)
Questa è la lista degli episodi della ventitreesima stagione dell'anime 1979 di Doraemon.

## Episodi
| Nº Ja | Nº It | Titolo italiano Giapponese 「Kanji」 - Rōmaji                                    | In onda           | In onda           |
| Nº Ja | Nº It | Titolo italiano Giapponese 「Kanji」 - Rōmaji                                    | Giapponese        | Italiano          |
| 1544  | 826   | Spot, il cane poliziotto 「ついせきポチ」 - Tsui seki pochi                      | 12 gennaio 2001   | 16 ottobre 2007   |
| 1545  | 827   | Il set dei giochi virtuali 「バーチャルゲームボード」 - Bācharugēmubōdo          | 19 gennaio 2001   | 17 ottobre 2007   |
| 1546  | 828   | Una sorellina per Nobita 「のび子登場！」 - Nobi ko toujou!                      | 26 gennaio 2001   | 18 ottobre 2007   |
| 1547  | 806   | L'elefante fotoreale 「ほんものだゾウ」 - Hon monoda zō                          | 2 febbraio 2001   | 18 settembre 2007 |
| 1548  | 833   | Il chewing-gum creativo 「へんしん風船ガム」 - Henshin fuusen gamu               | 9 febbraio 2001   | 22 ottobre 2010   |
| 1549  | 834   | I magici guanti da neve 「お助けスノー手袋」 - O tasuke sunō tebukuro            | 23 febbraio 2001  | 22 ottobre 2010   |
| 1550  | 835   | Mammanet e Figlionet 「ママネット」 - Mama netto                                 | 2 marzo 2001      | 23 ottobre 2010   |
| 1551  | 836   | La fototrappola 「トジカメ」 - Tojikame                                          | 16 marzo 2001     | 23 ottobre 2010   |
| 1552  | 837   | La cintura del pluricampione 「ちゃんぽんベルト」 - Chanpon beruto               | 13 aprile 2001    | 24 ottobre 2010   |
| 1553  | 838   | Il cerchio delle promesse 「約束リング」 - Yakusoku ringu                        | 27 aprile 2001    | 24 ottobre 2010   |
| 1554  | 839   | Il principe della pazienza 「お願い！ガマン大王」 - Onegai! Gaman daiou          | 5 maggio 2001     | 25 ottobre 2010   |
| 1555  | 840   | Baseball virtuale 「盗塁ゲーム」 - Tourui gēmu                                   | 11 maggio 2001    | 25 ottobre 2010   |
| 1556  | 841   | Il rilevatore di vittorie 「一等賞レーダー」 - Ittou shou rēdā                   | 18 maggio 2001    | 26 ottobre 2010   |
| 1557  | 842   | Il cappello delle immagini 「伝書バコ」 - Densho bako                            | 25 maggio 2001    | 26 ottobre 2010   |
| 1558  | 843   | I fagioli magici 「ジャック豆」 - Jakku mame                                     | 1º giugno 2001    | 27 ottobre 2010   |
| 1559  | 844   | Il raggio invertitore 「入れ替えライト」 - Irekae raito                          | 8 giugno 2001     | 27 ottobre 2010   |
| 1560  | 845   | Il kit crea robotsosia 「そっくりロボットキット」 - Sokkuri robotto kitto        | 15 giugno 2001    | 28 ottobre 2010   |
| 1561  | 846   | L'orologio acceleratore 「スピードアップ時計」 - Supīdoappu tokei                | 22 giugno 2001    | 28 ottobre 2010   |
| 1562  | 847   | Il kit del "come ti senti?" 「人間天気予報」 - Ningen tenki yohou                | 29 giugno 2001    | 29 ottobre 2010   |
| 1563  | 848   | Il martello clonante 「分身におまかせ」 - Bunshin ni omakase                     | 6 luglio 2001     | 29 ottobre 2010   |
| 1564  | 849   | La macchina fotografica del tempo 「タイムカメラ」 - Taimu kamera                | 13 luglio 2001    | 30 ottobre 2010   |
| 1565  | 850   | L'incubatrice per animali 「チュン太」 - Chun futoshi                            | 3 agosto 2001     | 30 ottobre 2010   |
| 1566  | 851   | Il braccialetto dello scambio 「入れかわリング」 - Ire ka wa ringu               | 10 agosto 2001    | 31 ottobre 2010   |
| 1567  | 852   | Il gessetto a lievitazione magnetica 「リニアモーターチョーク」 - Riniamōtāchōku | 17 agosto 2001    | 31 ottobre 2010   |
| 1568  | 853   | I sali da bagno Sigfrido 「ジークフリート」 - Jīku furīto                        | 24 agosto 2001    | 1º novembre 2010  |
| 1569  | 854   | La crema del galleggiamento 「ドンブラクリーム」 - Donburakurīmu                 | 31 agosto 2001    | 1º novembre 2010  |
| 1570  | 855   | I super guanti solletichini 「コチョコチョ手袋」 - Kochokocho tebukuro           | 7 settembre 2001  | 24 dicembre 2010  |
| 1571  | 856   | Lo scordatutto 「忘れうちわ」 - Wasure uchiwa                                    | 14 settembre 2001 | 24 dicembre 2010  |
| 1572  | 857   | La trombetta degli angeli 「天使のラッパ」 - Tenshi no rappa                     | 21 settembre 2001 | 3 novembre 2010   |
| 1573  | 858   | Il registra-sogni 「ユメコーダー」 - Yumekōdā                                    | 12 ottobre 2001   | 3 novembre 2010   |
| 1574  | 859   | L'orologio sospendi-tempo 「ウルトラストップウォッチ」 - Urutora sutoppuwocchi   | 19 ottobre 2001   | 26 dicembre 2010  |
| 1575  | 860   | La palla cerca-e-trova 「スーパーキャッチボール」 - Sūpā kyacchibōru             | 26 ottobre 2001   | 26 dicembre 2010  |
| 1576  | 861   | La fobiatrice 「苦手を作っちゃえ！」 - Nigate o tsukucchae!                      | 2 novembre 2001   | 5 novembre 2010   |
| 1577  | 862   | Il berretto attraversa-tutto 「通り抜けキャップ」 - Toorinuke kyappu             | 9 novembre 2001   | 5 novembre 2010   |
| 1578  | 863   | Il tappeto della felicità 「ウキウキクヨクヨ」 - Ukiukikuyokuyo                  | 16 novembre 2001  | 6 novembre 2010   |
| 1579  | 864   | La pistola fortunella 「のび太はアンラッキー」 - Nobita ha anrakkī               | 23 novembre 2001  | 6 novembre 2010   |
| 1580  | 865   | Lo specchio rintracciatore 「ガンバレうらなりくん」 - Ganbare Uranari kun        | 30 novembre 2001  | 7 novembre 2010   |
| 1581  | 866   | La macchina ricompensatrice 「ぽかり＝100円」 - Pokari = 100 yen                 | 7 dicembre 2001   | 7 novembre 2010   |
| 1582  | 867   | La pistola ad aria 「空気ピストル」 - Kuuki pisutoru                             | 14 dicembre 2001  | 8 novembre 2010   |

## Speciali
| Nº  | Giapponese 「Kanji」 - Rōmaji - Traduzione letterale                                   | In onda        | In onda  |
| Nº  | Giapponese 「Kanji」 - Rōmaji - Traduzione letterale                                   | Giapponese     | Italiano |
| S95 | 「タンポポ空を行く」 - Tanpopo sora o iku – "Il dente di leone, che volò nei cieli..." | 23 marzo 2001  | inedito  |
| S96 | 「のび太のご先祖さま」 - Nobita no go senzo-sama – "L'antenato di Nobita"              | 6 ottobre 2001 | inedito  |